# آرثر كينيدي (كاهن كاثوليكي)
آرثر كينيدي (بالإنجليزية: Arthur Kennedy)‏ هو كاهن كاثوليكي أمريكي، ولد في 9 يناير 1942 في بوسطن في الولايات المتحدة.